# Passer simplex

Areale della specie.

Il passero del deserto (Passer simplex (M. H. K. Lichtenstein, 1827)) è una specie della famiglia dei Passeridi originaria dell'Africa settentrionale.

## Descrizione

### Dimensioni
Misura 13,5-15 cm di lunghezza, per 18-21 g di peso.

### Aspetto
Questo passero, dalla colorazione molto chiara e dalle zampe lunghe, è noto per la sua statura rigida.
Il maschio della sottospecie nominale ha le regioni superiori grigio chiare, talvolta con una leggera sfumatura color sabbia. Le copritrici auricolari e le guance, di colore bianco, creano un netto contrasto con le redini e il mento, che sono neri. Le piccole copritrici sono di un colore simile a quello del dorso, le copritrici medie sono bianche e quelle grandi sono scure con lunghi margini bianchi. L'alula e le copritrici primarie sono prevalentemente nere. Alla base delle primarie vi è una piccola macchia chiara. La coda è nerastra, le rettrici esterne sono bordate di bianco, mentre quelle centrali presentano delle chiazze chiare. Le parti inferiori sono bianco-beige. L'iride è marrone e il becco, color corno, diventa nero durante il periodo nuziale. Le zampe variano dal rosa chiaro al marrone rosato.
La femmina presenta una colorazione generale bianco-sabbia, più chiara sul lato inferiore e senza alcun ornamento. Le ali sono molto simili a quelle del maschio, ma le aree nere sono meno scure, più bruno-sabbia. I giovani assomigliano alle femmine.
La sottospecie saharae è più grande e più chiara della forma nominale.

### Voce
Il richiamo di questa specie è costituito da dei tchip grevi, dei chrips o dei drip leggermente smorzati. Il canto è un tyi o un tyi-tyit penetrante che si alterna con un tya o un tween. La frase contiene talvolta 5 sillabe, vale a dire dei tyi tyi tyi tyi tweeuw simili a quelli della ballerina bianca.
In volo, i passeri del deserto emettono trilli più tranquilli, identici a quelli del verdone europeo (Chloris chloris). Il grido di intimidazione è una specie di chiacchiericcio gutturale chit-it-it.

## Biologia

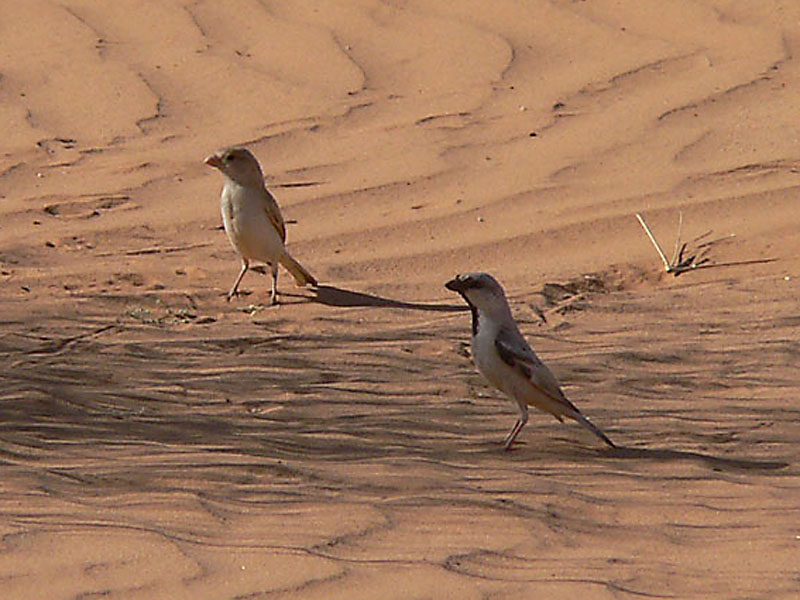
Coppia di passeri del deserto in Mauritania.

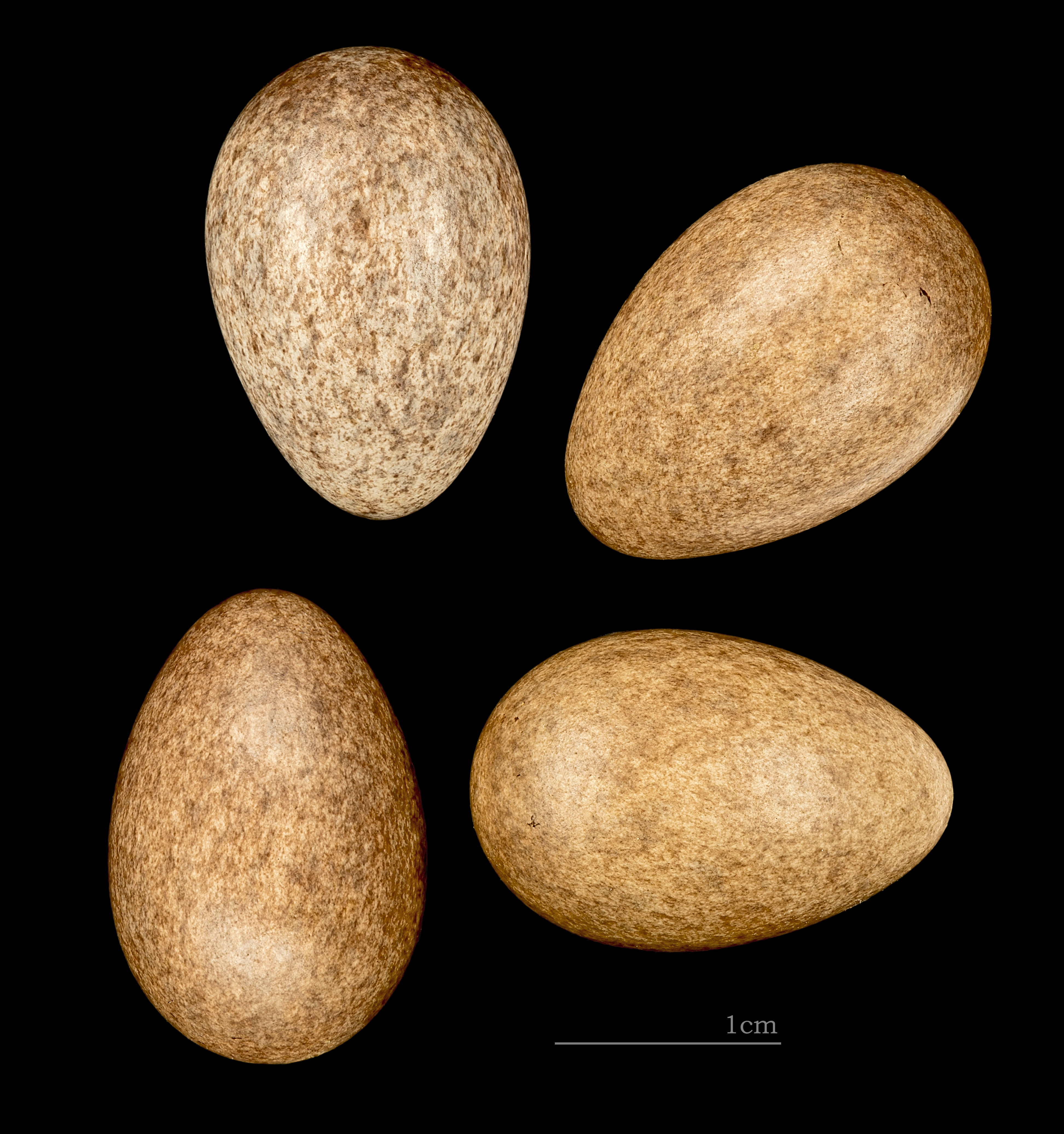
Uova di P. s. saharae.

Sebbene trascorrano gran parte del loro tempo sugli alberi, questi uccelli si nutrono quasi prevalentemente di sostanze che vengono rinvenute sul terreno. I passeri del deserto vanno in cerca di cibo in coppia o in piccoli gruppi. Al di fuori della stagione riproduttiva, si riuniscono anche in bande.
Questi uccelli sono spesso molto comuni in alcune zone e assenti o rari in altre. Gli studiosi sono giunti alla conclusione che conducano uno stile di vita erratico.

### Alimentazione
I passeri del deserto si nutrono principalmente di semi trovati tra i cespugli e la vegetazione erbacea. Mangiano sia semi appartenenti a specie selvatiche che cariossidi di cereali coltivati.
I pulcini vengono nutriti con coleotteri, cavallette, larve di lepidotteri e ragni. I passeri del deserto consumano una percentuale maggiore di sostanze di origine animale rispetto agli altri passeri. Tutta l'acqua di cui hanno bisogno viene ricavata dal cibo raccolto.

### Riproduzione
La stagione di nidificazione va da marzo ad agosto. Ogni anno vengono deposte due covate. I passeri del deserto si riproducono in coppie isolate o in piccole colonie, con 4 o 5 nidi situati sullo stesso albero.
Il nido, costruito da entrambi i genitori, è coperto da una sorta di cupola e possiede un ingresso in leggera pendenza che conduce alla cavità. È costituito da una struttura irregolare fatta di erba secca e piccoli ramoscelli. L'interno è rivestito con sottili fibre vegetali e piume. La struttura è situata sul ramo di un albero, quasi sempre un'acacia, alla base del nido di un corvo o di un rapace.
Il nido viene spesso costruito all'interno della cavità di un albero o in un edificio abbandonato. La covata comprende da 2 a 6 uova, che vengono covate da entrambi i genitori per circa 12-13 giorni. I piccoli rimangono nel nido fino a 12-14 giorni dopo la schiusa.
Non abbiamo altre informazioni al riguardo.

## Distribuzione e habitat
Il passero del deserto vive esclusivamente su territorio africano, con le due sottospecie saharae (diffusa nel settore nord-occidentale del deserto del Sahara, fino alla Libia occidentale ad est e all'Algeria e al Ciad a sud) e simplex (delle regioni meridionali del Sahara, dalla Mauritania e dal Mali ad ovest fino all'Egitto e al Sudan ad est).
I passeri del deserto frequentano zone aride sabbiose con alberi e cespugli sparsi. È possibile rinvenirli nelle oasi, nelle boscaglie che ricoprono il letto asciutto dei fiumi o nelle zone abitate.

## Tassonomia
Ne vengono riconosciute due sottospecie:
- P. s. saharae Erlanger, 1899, diffusa nel settore nord-occidentale del deserto del Sahara, fino alla Libia centrale ad est e almeno fino alla Mauritania e all'Algeria meridionale (Ahaggar) a sud;

- P. s. simplex (M. H. K. Lichtenstein, 1827), diffusa nelle regioni meridionali del Sahara, dal Mali centrale ad ovest, attraverso il Niger, il Ciad settentrionale e l'Egitto meridionale, fino alle regioni nord-occidentali e centrali del Sudan ad est.

In passato ne veniva riconosciuta una terza sottospecie, P. s. zarudnyi, originaria di Turkmenistan e Uzbekistan, oggi ritenuta una specie a parte (Passer zarudnyi).

## Conservazione
La IUCN classifica il passero del deserto come «specie a rischio minimo» (Least Concern). Anche se viene generalmente considerato localmente comune, il fatto che cambi spesso i siti di nidificazione rende piuttosto difficile stimarne l'entità della popolazione. Nel nord del Sudan, questa specie è nota per abbandonare alcuni siti di nidificazione dopo averli usati per molti anni.